# 560 Delila
560 Delila è un asteroide della fascia principale del diametro medio di circa 37,24 km. Scoperto nel 1905, presenta un'orbita caratterizzata da un semiasse maggiore pari a 2,7518213 UA e da un'eccentricità di 0,1598788, inclinata di 8,46734° rispetto all'eclittica.
Il suo nome è in onore a Dalila, personaggio biblico di cui si innamora Sansone.